# Diocesi di Barinas
La diocesi di Barinas (in latino Dioecesis Barinensis) è una sede della Chiesa cattolica in Venezuela suffraganea dell'arcidiocesi di Mérida. Nel 2022 contava 789.000 battezzati su 983.000 abitanti. È retta dal vescovo Jesús Alfonso Guerrero Contreras, O.F.M.Cap.

## Territorio
La diocesi comprende lo stato venezuelano di Barinas, ad eccezione del comune di Andrés Eloy Blanco, che appartiene alla diocesi di Guasdualito.
Sede vescovile è la città di Barinas, dove si trova la cattedrale di Nostra Signora del Pilar.
Il territorio è suddiviso in 45 parrocchie.

## Storia
La diocesi è stata eretta il 23 luglio 1965 con la bolla Apostolicum munus di papa Paolo VI, ricavandone il territorio dalla diocesi di Calabozo (oggi arcidiocesi) e dall'arcidiocesi di Mérida.
Il 3 dicembre 2015 ha ceduto una porzione di territorio a vantaggio dell'erezione della diocesi di Guasdualito.

## Cronotassi dei vescovi
Si omettono i periodi di sede vacante non superiori ai 2 anni o non storicamente accertati.
- Rafael Ángel González Ramírez † (23 luglio 1965 - 1º agosto 1992 ritirato)
- Antonio José López Castillo † (1º agosto 1992 - 27 dicembre 2001 nominato arcivescovo di Calabozo)
- Ramón Antonio Linares Sandoval (16 luglio 2002 - 30 agosto 2013 ritirato)
- José Luis Azuaje Ayala (30 agosto 2013 - 24 maggio 2018 nominato arcivescovo di Maracaibo)
- Jesús Alfonso Guerrero Contreras, O.F.M.Cap., dal 21 dicembre 2018

## Statistiche
La diocesi nel 2022 su una popolazione di 983.000 persone contava 789.000 battezzati, corrispondenti all'80,3% del totale.
| anno | popolazione | popolazione | popolazione | presbiteri | presbiteri | presbiteri | presbiteri                | diaconi | religiosi | religiosi | parrocchie |
| anno | battezzati  | totale      | %           | numero     | secolari   | regolari   | battezzati per presbitero | diaconi | uomini    | donne     | parrocchie |
| ---- | ----------- | ----------- | ----------- | ---------- | ---------- | ---------- | ------------------------- | ------- | --------- | --------- | ---------- |
| 1966 | 195.000     | 200.000     | 97,5        | 19         | 14         | 5          | 10.263                    |         | 5         | 8         | 15         |
| 1970 | 213.400     | 220.000     | 97,0        | 24         | 24         |            | 8.891                     |         |           | 22        | 22         |
| 1976 | 245.000     | 250.000     | 98,0        | 19         | 13         | 6          | 12.894                    |         | 7         | 18        | 24         |
| 1980 | 351.000     | 361.000     | 97,2        | 31         | 20         | 11         | 11.322                    |         | 11        | 30        | 24         |
| 1990 | 346.000     | 356.000     | 97,2        | 38         | 29         | 9          | 9.105                     |         | 16        | 42        | 29         |
| 1999 | 498.000     | 525.600     | 94,7        | 38         | 27         | 11         | 13.105                    | 1       | 17        | 35        | 39         |
| 2000 | 490.000     | 500.000     | 98,0        | 41         | 30         | 11         | 11.951                    |         | 17        | 35        | 39         |
| 2001 | 400.000     | 557.896     | 71,7        | 44         | 33         | 11         | 9.090                     |         | 17        | 30        | 40         |
| 2002 | 358.000     | 500.000     | 71,6        | 42         | 30         | 12         | 8.523                     |         | 13        | 44        | 45         |
| 2003 | 586.950     | 624.414     | 94,0        | 48         | 33         | 15         | 12.228                    | 1       | 23        | 55        | 32         |
| 2004 | 586.950     | 624.414     | 94,0        | 78         | 30         | 48         | 7.525                     | 1       | 52        | 41        | 35         |
| 2006 | 609.000     | 647.000     | 94,1        | 50         | 34         | 16         | 12.180                    | 1       | 21        | 33        | 35         |
| 2012 | 651.430     | 814.288     | 80,0        | 68         | 50         | 18         | 9.579                     | 20      | 26        | 47        | 40         |
| 2015 | 655.000     | 814.000     | 80,5        | 78         | 63         | 15         | 8.397                     | 19      | 21        | 47        | 45         |
| 2018 | 712.100     | 837.715     | 85,0        | 96         | 80         | 16         | 7.417                     | 19      | 18        | 33        | 47         |
| 2020 | 784.000     | 976.000     | 80,3        | 66         | 56         | 10         | 11.878                    | 17      | 13        | 24        | 45         |
| 2022 | 789.000     | 983.000     | 80,3        | 67         | 54         | 13         | 11.776                    | 15      | 16        | 24        | 45         |